# Кил (глина)
Кил (или кеффекилит — горное и земляное мыло, мыльный камень, мыльная земля, мыловка) — бентонитовая глина из группы монтмориллонита.
За крымским бентонитом в научной и справочной литературе закрепилось название «кил» (тур. Kil — глина). Глину кил использовали в Крыму с древнейших времен. Самый известный топоним Крыма, связанный с этой глиной, — Сапун-гора, название которой переводится как «мыло». Кроме того, есть гора Мыльная в окрестностях села Партизанского (Саблы) (долина реки Альмы). Маломощные прослои кила встречаются в обнажениях у сел Пролом, Курцы, Скалистое, Камыш-Бурун (является надрудной толщей «вскрышей» в Камыш-Бурунском месторождении железной руды).
Синонимы: «кеффекилит» («кеффекил», «кеффекиль») означают «кил (глина) из Кафы».

## Физико-химические свойства
Глина имеет сине-зелёный цвет, иногда c голубым или жёлтым оттенком. Интенсивность окраски зависит от влажности кила. При высыхании кил светлеет и покрывается густой сеткой горизонтальных и вертикальных трещин.
Сухой кил хрупок и легко крошится. В тонких осколках иногда просвечивает. Кил очень тонкодисперсен, состоит из частиц размером менее микрона. Влажная глина очень пластичная, внешне напоминает воск.
При замачивании в воде кил увеличивается в объёме в 2—3 раза, а отдельные разновидности — до 10—15 раз. Это характерная особенность бентонитовых глин. Ещё одна характерная особенность глин — способность поглощать жиры и красители.

## История

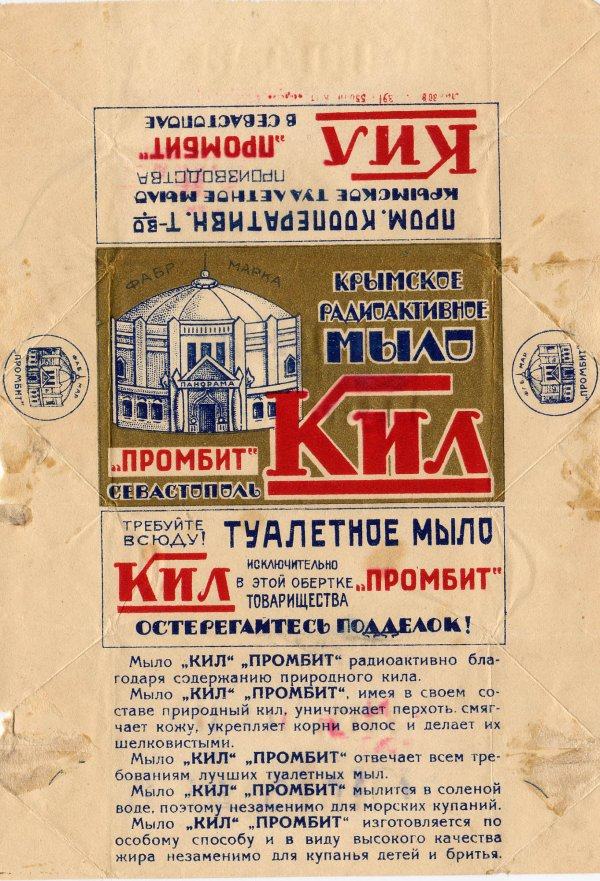
Туалетное мыло на основе кила. Производство Севастополя

Минерал давно известен человеку, и его применение отображено в названии глины. Название «кил» в переводе с тюркского означает «шерсть», «волосы».
В служебной записке-справочнике «Камеральное описание Крыма 1784 года», составленой по воле Г. А. Потёмкина, ныне важнейшего источника по истории Крыма, который включал также данные по позднему состоянию Крымского ханства, в регистре о доходах всего Крыма бытности Шагин Гирей хана с 1777—1783 году числились доходы только с пошлин «с землянаго мыла — 1,400 рублей».
В первом научном описании кила Карл-Людвиг Габлиц пишет:
заслуживает примечание ископаемая там из земли мыльная глина, которая татарскими и турецкими женщинами в банях для мытья головы употребляется, во множестве из Балуклавы в Константинополь отпускается… Татары называют её киль, а не кефекиль, как о том у Минералогов упоминается; и последние сие название может дано ей от турков, по тому, что она прежде из Кафы, или нынешней Феодосии за море отпускалась
В статье «Русские месторождения сукновальных глин и близких к ним веществ» Ферсман А. Е. в 1919 году пишет:
поглотительными свойствами кила пользуются как городское население так, и туземцы, по преимуществу татары, крымчаки и караимы, частью для мытья в морской воде, частью для извлечения жира при обработке шерсти и, наконец, для лечебных целей и в качестве пластыря
В XIX и начале XX века кил использовался для осветления растительного масла, соков, вин, смягчения воды, очистки нефтепродуктов, при изготовлении мыла. До революции широко рекламировалось дорогое мыло высшего сорта «Чудо Крыма», изготовленное из кила и пальмового масла. Обычные люди пользовались сырым килом или его смесью с золой.
Кил, кроме мыла, заменял зубной порошок (кил прокалялся).
В 1933, после постройки в Симферополе размолочной фабрики, выпускался стиральный порошок «Стирпор»(СТИРальный ПОРошок) из смеси кила с содой.
Исследованием кила занимались Обручев В. А., Лучицкий В. И., Слудский А. Ф., Крымский филиал Всесоюзного института прикладной минералогии, где был разработан высококачественный адсорбент «Кримсіль» (кил обрабатывался соляной кислотой).

## Месторождения и добыча
Кил встречается среди мергелей мелового возраста. Образует пластовые залежи мощностью от нескольких сантиметров до двух метров. Кое-где непрерывный пласт, полого наклонённый на северо-запад на склоне Внутренней гряды, простирается до 15 км. Пласт прослеживается от Севастополя до Симферополя. Образовался за счёт продуктов извержения вулкана мелового периода, осевших на дно моря. Вероятное расположение древнего вулкана — в равнинной части Крыма, 100—150 км севернее Внутренней гряды. Точно установить его местоположение невозможно, так как он находится под многосотметровой толщей осадочных пород равнинного Крыма.
В 1785 году первое научное описание кила, условия залегания и добычи сделал К. Габлиц:

В шести верстах от Инкермана… повсюду вырыты ямы для добывания вышеозначенной глины, глубиною от пяти до десяти сажен… из коих её выкапывают и наклав в большие корзины, оттуда вытаскивают… Когда по середине ям весь материк её выберется, то делаются по сторонам подкопы для преследования её жилы, и часто таким образом переходят глинокопатели от одной ямы до другой.

Он же упоминает и о добыче глины в долине р. Альмы.
О киле упоминает и П. Паллас в описании путешествия по Крыму(1793—1794):

возвышенность у Ахтиярской бухты вся изрыта бесчисленными шахтами … наемники работают без всяких крепей с большой опасностью: сначала роют в глубь вертикально, затем горизонтально… двигаясь вперед, пока держится гора и проникает в ходы воздух; они вынимают глину, лежа на боку и предохраняют себя от обвалов постановкою подпор.

Ничего не изменилось в способе добычи и к началу XX века. П. А. Двойченко в 1914 году отмечает:

все шурфы для добычи кила вырыты в меловом мергеле и заканчиваются забоями, ежеминутно грозящими обвалами, почему детально выяснить условия залегания его и подошву, на которой он покоится, нам не удалось

В начале XIX века только на Мыльной горе у с. Партизанского добывали 1000 пудов кила в год. К концу XIX века спрос на кил снизился, а в начале XX века добыча снова возросла. Связано это с тем, что в годы разрухи кил заменял дорогое и дефицитное мыло и зубной порошок. Использовался он и в металлургии как флюс.
В 30-х годах началась промышленная добыча кила. На Курцовском месторождении (Симферополь) в 1931—32 годы была пройдена наклонная шахта и начата подземная и открытая отработка пласта кила. Ежегодно добывалось до 30 тыс. тонн кила.
После Великой Отечественной войны добыча на Курцовском месторождении не возобновлялась — месторождение практически выработано.
В 80-е годы XX в. разведано небольшое Кудринское месторождение бентонитовой глины с прогнозными запасами 600 тысяч тонн.